# Boeing-Werk Everett

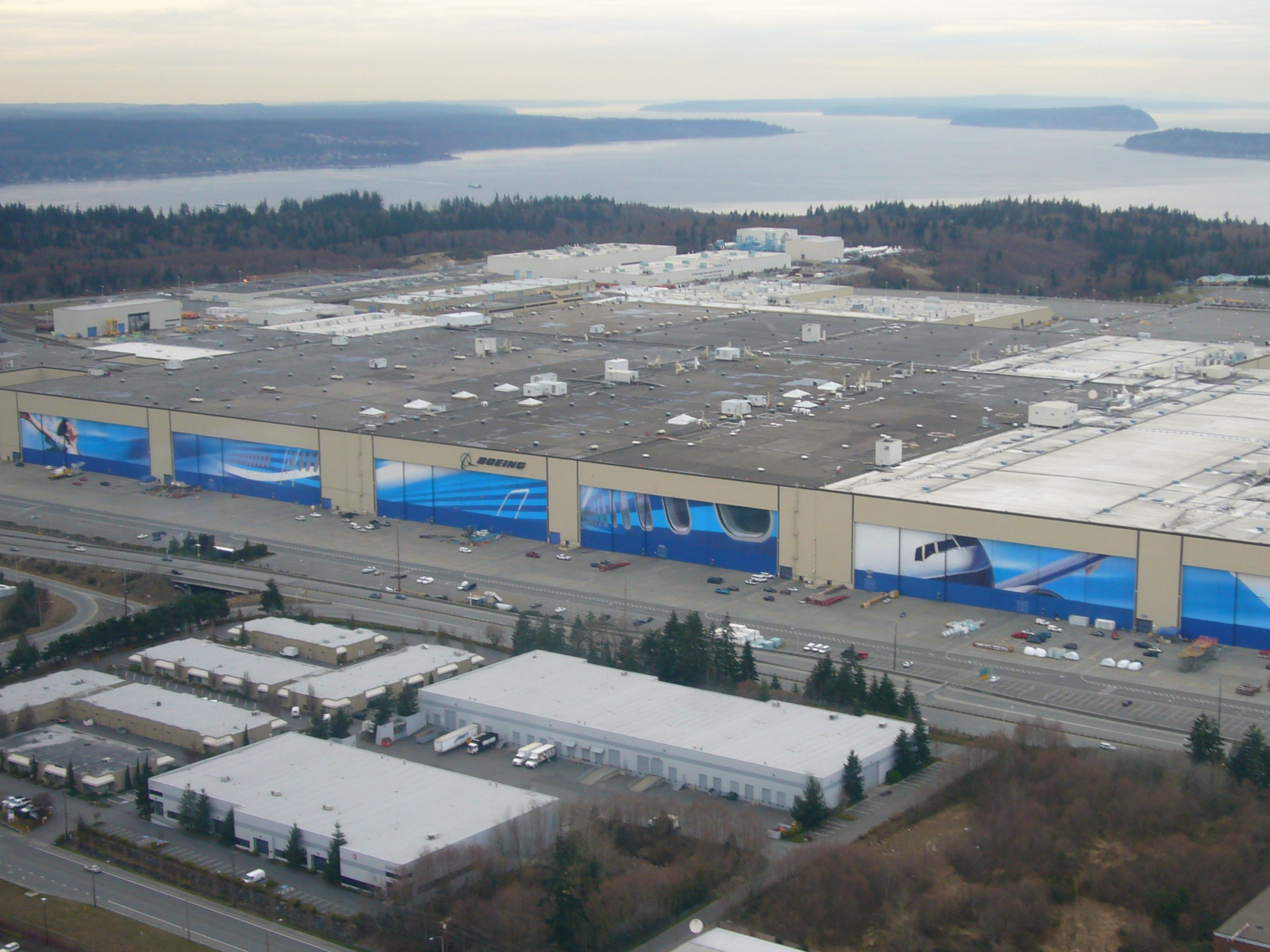
Boeing-Werk Everett

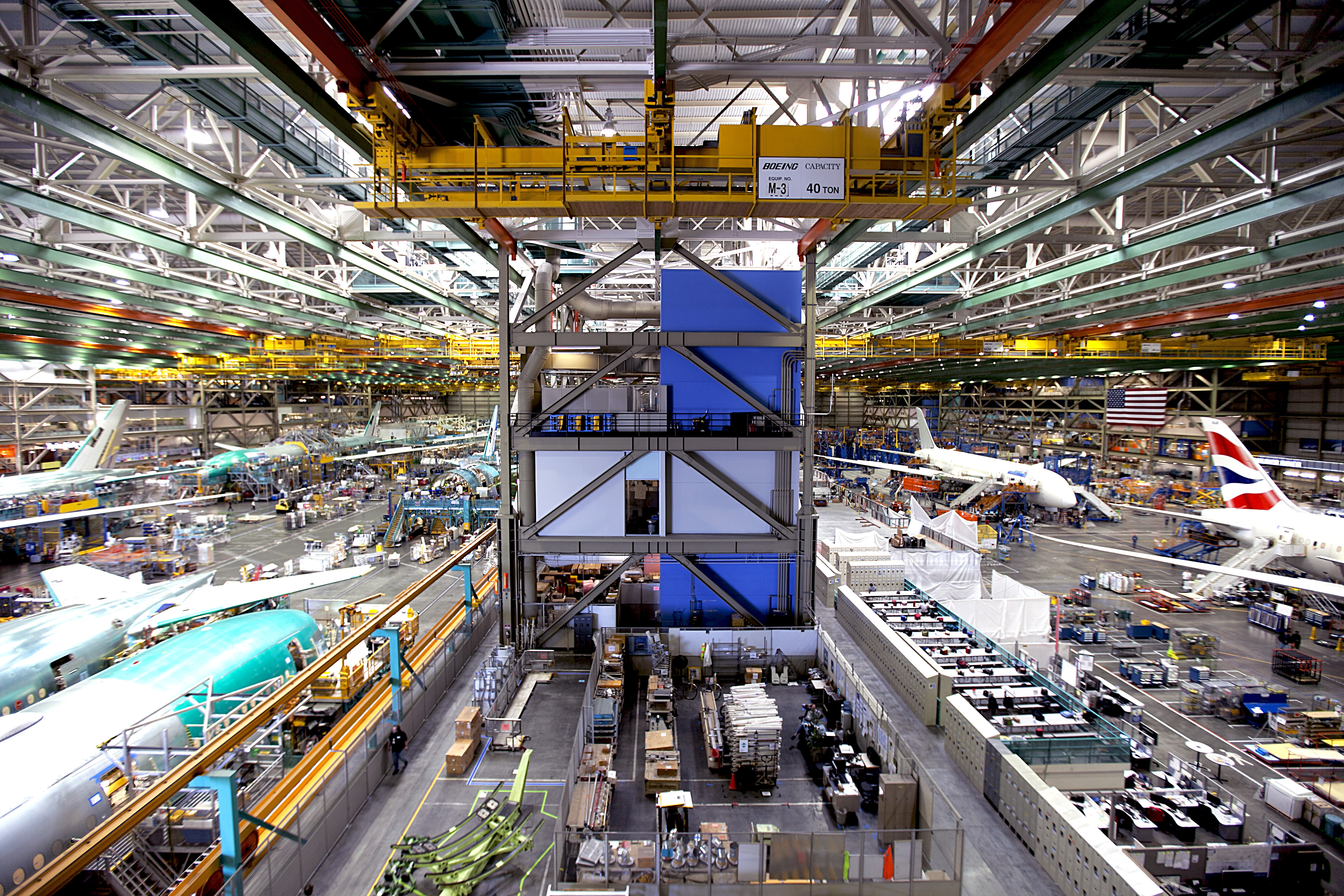
Die Montagestraße der Boeing 787

Das Boeing-Werk Everett ist die größte und wichtigste Produktionsstätte des US-Luft- und Raumfahrtkonzerns Boeing, etwa 50 Kilometer nördlich von Seattle. Es befindet sich in Everett im Bundesstaat Washington. Das Gebäude wurde 1968 für die Endmontage der Boeing 747 fertiggestellt. Boeings zweites Werk in den USA ist Boeing South Carolina in North Charleston.
Aufgrund des Produktionsbeginns neuer Flugzeugmuster wie der Boeing 767 im Jahr 1980 und der Boeing 777 im Jahr 1993 wurden umfangreiche Erweiterungen fertiggestellt. Bis 2021 fand die Endmontage der Boeing 787, mit Ausnahme der längsten Variante 787-10, in Everett statt.

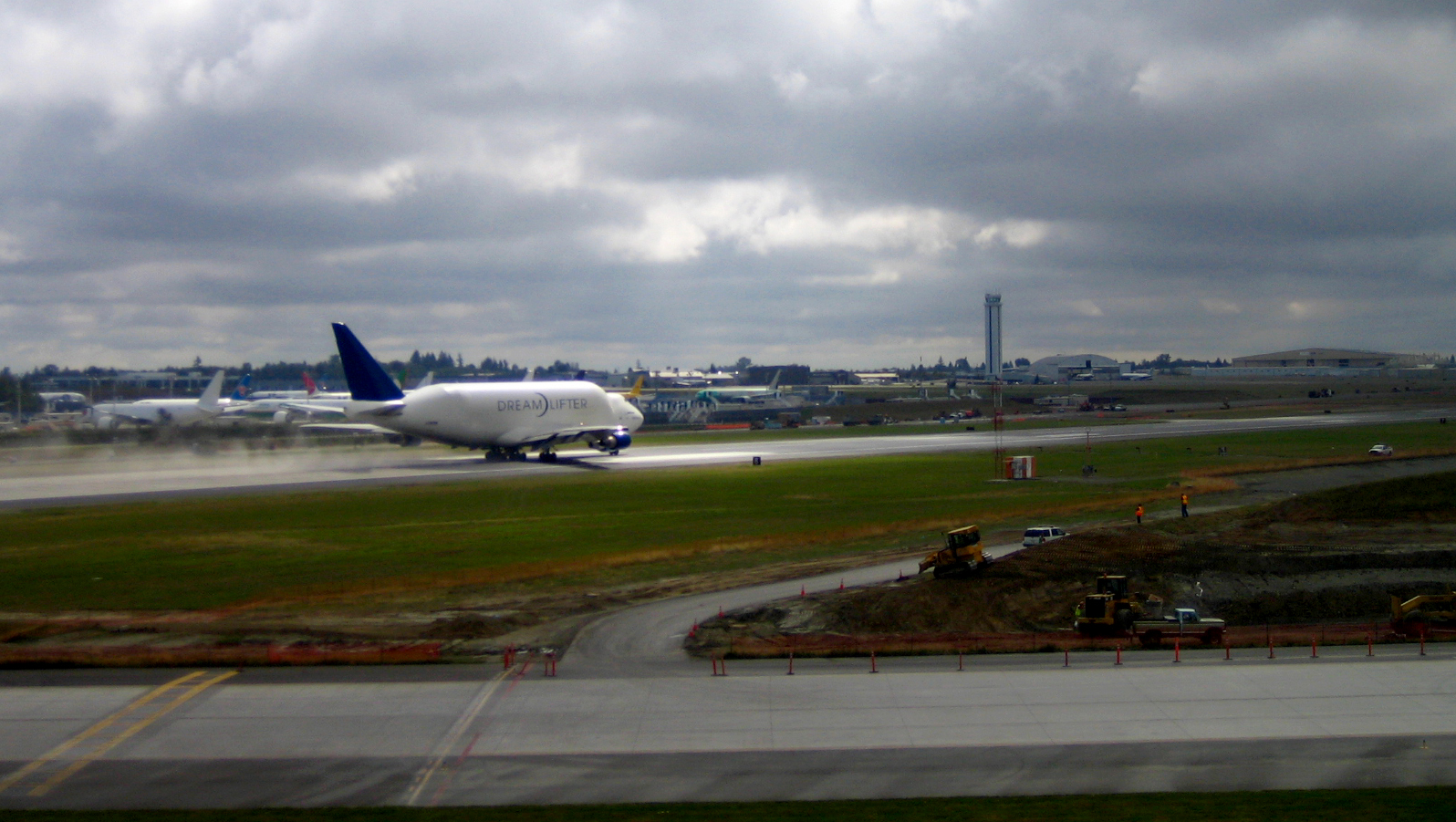
Blick vom Werksgelände auf die Piste des Flughafens Everett.

Auf dem Gelände, auf dem über 30.000 Boeing-Mitarbeiter in drei Schichten beschäftigt sind, befinden sich außerdem drei Lackierhallen und ein eigenes Bahnterminal zur Anlieferung von Material. Zudem befindet sich auf dem Gelände das von Boeing betriebene „Future of Flight Aviation Center“ Luftfahrtmuseum. Das Gelände umfasst 415 Hektar, von denen 282 Hektar bebaut und 86 Hektar als Fahr- und Rollwege befestigt sind. Die Fertigungshalle ist dem Volumen nach das zweitgrößte Gebäude der Welt mit 13.385.378 Kubikmetern, nach dem New Century Global Center in Chengdu mit 20.000.000 Kubikmetern. Seine Grundfläche beträgt 399.480 Quadratmeter, die Höhe der Halle beträgt 34 Meter. Das Werksgelände ist direkt mit dem Flughafen Paine Field verbunden.
Zudem ist das Werk über eine steile Stichstrecke nach Mukilteo mit 5,6 Prozent Gefälle ans Eisenbahnnetz angebunden. Die Strecke wird von BNSF betrieben und dient der Anlieferung von Bauteilen. Dafür wird auch das Mount Baker Terminal des Port of Everett am Puget Sound genutzt, das über einen Gleisanschluss verfügt.
Vorgänger des Werks waren die rund zehn Kilometer südlich von Seattle gelegenen Fabriken wie das Boeing Werk 2.